# アレックス・カープ
アレクサンダー・カープ（英: Alexander Caedmon Karp、1967年10月2日 - ）は、アメリカ合衆国の億万長者、実業家。ソフトウェア会社パランティア・テクノロジーズの共同設立者兼CEO。2024年2月現在、彼の推定純資産は19億米ドルである。

## 生い立ち
1967年10月2日にアメリカ合衆国ニューヨーク州で、ユダヤ人の臨床小児科医の父とアフリカ系アメリカ人のアーティストの母の間に生まれる。フィラデルフィア州で育ち、1985年にセントラル高校を卒業した。カープは、幼い頃から失読症に苦しんでいたと語っている。
1989年にハヴァフォード・カレッジ（ペンシルバニア州ハヴァフォード）で学士号、1992年にスタンフォード大学で法学博士号、2002年にゲーテ大学フランクフルト校で新古典派社会理論の博士号を取得。当初はユルゲン・ハーバーマスの助言を受けていたが、学位論文のテーマに関する意見の相違から、指導教官を交代することになった。カープの博士論文は、カロラ・ブレーデの指導によるもので、タイトルは「Aggression in der Lebenswelt: Die Erweiterung des Parsonsschen Konzepts der Aggression durch die Beschreibung des Zusammenhangs von Jargon, Aggression und Kultur」。

## 経歴
フランクフルトのジークムント・フロイト研究所の研究員としてキャリアをスタートさせた。
カープは祖父から遺産を受け取った後、新興企業や株式に投資したと語っている。その成功により、彼はロンドンを拠点とする資金管理会社Caedmon Groupを設立し、彼との投資に興味を持つ富裕層の資金を管理するようになった。
2004年、スタンフォード大学の同級生だったピーター・ティールらとともに、パランティア・テクノロジーズを共同設立し、CEOに就任した。ニューヨーク・タイムズ紙は、パランティア・テクノロジーズが上場した2020年、カープを上場企業のCEOの中で最も高給取りとし、その報酬額は11億ドルに上った。

## 思想
カープは大胆で挑発的な発言をすることで知られている。
カープは空売り筋を批判しており、「空売り筋を燃やす」のが大好きだと語っている。空売り筋をコカイン中毒者に例え、「偉大なアメリカ企業の足を引っ張るのが好きなだけだ」と語っている。

### 政治思想
カープは、自らを社会主義者、進歩主義者であり、ヒラリー・クリントンに投票したと語っている。スタンフォード大学在学中は社会主義的な考えを支持していた。カープは「Woke」考え方を非難しており、それが自身の会社であるパランティアやアメリカ全体にとっての中心的なリスクだと呼んでいる。カープは、パランティアを、彼が「Woke」と考える企業の「反例」と呼んでいる。

#### アメリカ合衆国政府に対して
カープは、パランティアのようなテクノロジー企業は米軍を支援する義務があると述べている。カープは、彼とパランティアは「西洋の価値観を守るために積極的」であり、「西洋は優れた生き方であるという我々の信念」であると述べている。 カープは、家族分離をめぐる論争の中で、パランティアと米国移民税関捜査局（ICE）との契約を擁護し、分離は「本当に厳しく、複雑で、耳障りな道徳的問題」であるとしながらも、「公平だが厳格な移民政策」を支持していると述べた。カープは、アメリカ政府はハイテク規制において強力な手を持つべきであり、西側諸国がAI研究を支配すべきだと述べている。

#### 2023年パレスチナ・イスラエル戦争に対して
カープは、イスラエルとハマスの戦争について、イスラエルを強く支持する発言を数多く行っている。カープは、2024年に大学キャンパスで行われたプロ・パレスチナ・デモを強く非難し、彼らの意見を「邪教」「社会内部の感染症」と呼んだ。さらにカープは、「平和活動家は戦争活動家である」と発言した。また、抗議活動家は北朝鮮に送られるべきであるとも発言した。2023年12月、パランティアは、抗議活動に関連する大学キャンパスでの反ユダヤ主義疑惑を理由に、ユダヤ人の大卒者のために180のポジションを確保すると発表した。

## 私生活
カープは、ニューハンプシャー州グラフトン郡に住んでおり、カリフォルニア州パロアルトにも不動産を所有している。ある記者が「アラスカからバーモント州、ノルウェーからニューハンプシャー州まで、世界中に10軒の家を持っている」と指摘すると、カープは「クロスカントリースキー用の小屋を10軒持っていると言い換えてください」とジョークを飛ばした。
カープは、水泳、クロスカントリースキー、武術をたしなむ健康マニアと言われている。太極拳を実践しており、気功と混同してはいけないと明言している。太極拳の剣をオフィスに置いている。拳銃の扱いにも長けており、BULアーモリーのSAS IIブルステロス9MMコンペティション・ピストルを使って「264ヤードから......巧みに標的を撃ち抜く」のを記者が目撃している。